# Форнакалії
Форнакалії — у Стародавньому Римі свято на честь Форнакс, (лат. Fornax — піч), римської богині вогнища та випікання хліба. Святкувалося 17 лютого.
Під час свят пекли хліб і дякували богині за новий урожай. Свято запроваджено Нумою Помпілієм. Кожний рік старший курії (curio maximus) робив оголошення свята записом на табличках, які поміщав на форумі. Різні частини таблиць для участі у святкуваннях отримували різні курії. Ті хто не знав до якої кураї вони належать мусили здійснити ритуал Квіріналії, який проходив у останній день Форнакалії. Святкування відмічені і за часів Лактація.